# Берисад
Берисад (др.-греч. Bηρισάδης) — фракийский царь в Одрисском государстве с 359 по 352 год до н. э.. Сын царя Котиса I.

## Биография
После смерти фракийского царя Котиса I Берисад вместе со своими двумя братьями Керсеблептом и Амадоком II унаследовали его царство. Из-за малого возраста Керсеблепта регентом при нём был муж их сестры, эвбейский военачальник Харидем. При содействии Харидема Фракийское царство в 358 г. до н. э. было разделено на три части, а Херсонес Фракийский (за исключением Кардии), отошёл к афинянам. Берисад получил западную часть Одрисского царства к западу от реки Места до реки Струма. Возможно, что Берисад взял себе соправителем своего сына Кетрипора.
В 357 г. до н. э. Берисад вместе с братьями заключил союз с Афинами против македонян. Но уже в 356 г. до н. э. фракийцы потеряли область Кренид, где основана крепость Филиппы. Золотые рудники горы Пангей в захваченной области позволили Филиппу II увеличить армию.
По смерти Берисада в 352 г. до н. э. Xаридем задумал устранить от власти его сыновей и сыновей Амадока. Так как на их стороне стояли наёмные военачальники Афинодор, Симон и Бианор, то по просьбе Харидема афинянин Аристомах предложил в народном собрании избрать Харидема полководцем, указывая на то, что только он сможет завоевать афинянам Амфиполь. Война между Керсеблептом и сторонниками сыновей Берисада и Амадока, начатая сразу после смерти царя западной Фракии, вынуждена была прекратиться из-за вторжения македонян. Сын Берисада Кетрипор стал царём западной Фракии.